# Wetan
Die indonesische Insel Wetan (indon. Pulau Wetan, Pulau Wetang) gehört zu den Babarinseln der Südlichen Molukken.

## Geographie
Wetan liegt westlich von der Hauptinsel Babar. Zusammen mit deren Westteil und der Insel Dai im Norden bildet Wetan den Subdistrikt (Kecamatan) Pulau-Pulau Babar (Kabupaten der Südwestmolukken, Provinz Maluku).
Wetan ist im Gegensatz zu Babar und Dai nur eine relativ flache Insel aus Kalkstein. Süßwasserquellen gibt es nicht, die Bevölkerung ist darauf angewiesen, Regenwasser in Zisternen zu sammeln, gerade für die trockenste Zeit zwischen September und Dezember. Entsprechend sind Fischfang und Handwerk die Haupteinnahmequellen der Inselbewohner.